# Austrorossia bipapillata
Austrorossia bipapillata — вид головоногих моллюсков из семейства Sepiolidae отряда сепиолиды (Sepiolida). Длина мантии самцов до 5,7 см. Обитает в тропических водах западной части Тихого океана: Восточно-Китайское море, побережье Японии, Тайваня и Филиппин. Придонный вид. Безвреден для человека и является объектом мелкого промысла.